# Orejas de burro (educación)

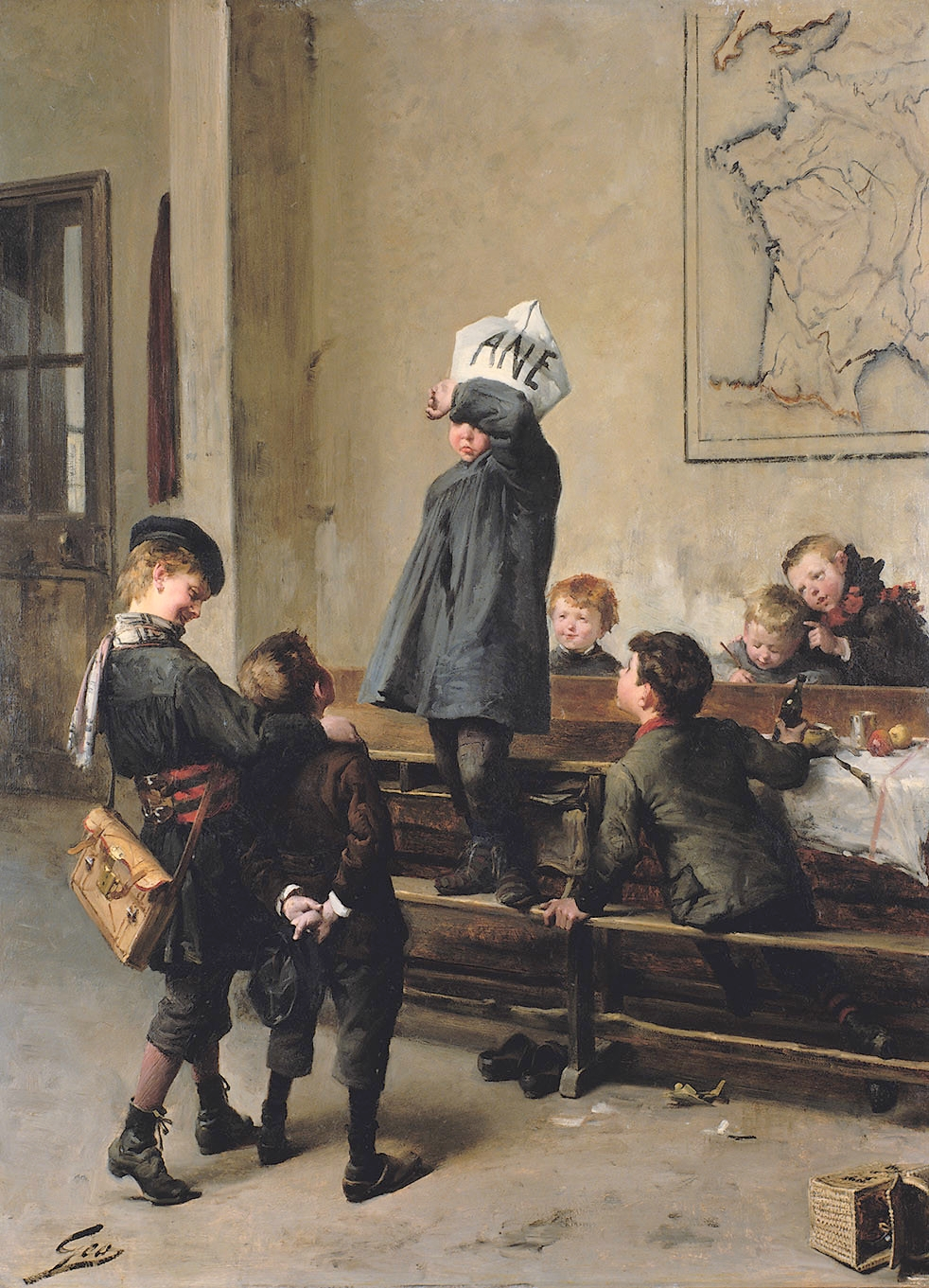
El capó del asno, Jean Geoffroy, 1880.

Unas orejas de burro, o también orejas de asno, es un sombrero a veces puntiagudo con o sin un par de apéndices simulando unas orejas que supuestamente eran las orejas de un asno. De uso prohibido en la mayoría de escuelas en el siglo XXI, se utilizó desde finales del siglo XVII hasta mediados del siglo XX, en que su uso podía ser impuesto como castigo por parte de un profesor a un alumno indisciplinado o con mal rendimiento.

## Origen y simbolismo del asno

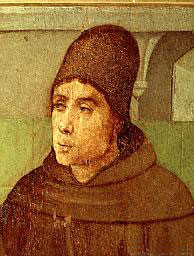
Jean Duns Scotus.

Si la frase Caius asinus est fue descubierta en forma de grafito en una pared de Pompeya, no fue hasta la Edad Media que aparecieron las primeras representaciones de las orejas de asno. El simbolismo del asno es ambiguo : puede representar el Bien y sus atributos son entonces la humildad y la paciencia, o el Mal y son entonces los adjetivos terco, estúpido y limitado los que lo caracterizan. Esta dualidad habría dado lugar a una hipótesis según la cual, en el siglo XVIII, las orejas de burro fue usada por los estudiantes para adquirir la inteligencia del burro, antes de convertirse en un símbolo de infamia.
Otra hipótesis data su aparición en el siglo XIII en Inglaterra, donde se dice que fue popularizado por el filósofo Jean Duns Scot, con una gorra que creía que facilitaba la propagación y el intercambio del conocimiento. Dos siglos más tarde, el nombre de dunce recibe el nombre de un seguidor de Duns Scotus, persona que se dedica a una pedantería ridícula o una persona considerada idiota o imbécil y ese nombre sería el origen del término inglés dunce cap que designa el qa Cataluña recibía el nombre de orejas de asno. El término dunce cap apareció por primera vez en el año 1840 citado por Charles Dickens, en su novela The Old Curiosity Shop.
François Guizot informa en su diccionario de sinónimos que una persona es un burro por disposición de la mente, e ignorante por falta de instrucción. El primero no sabe, porque es incapaz de aprender; y el segundo por falta de estudio.

## Descripción

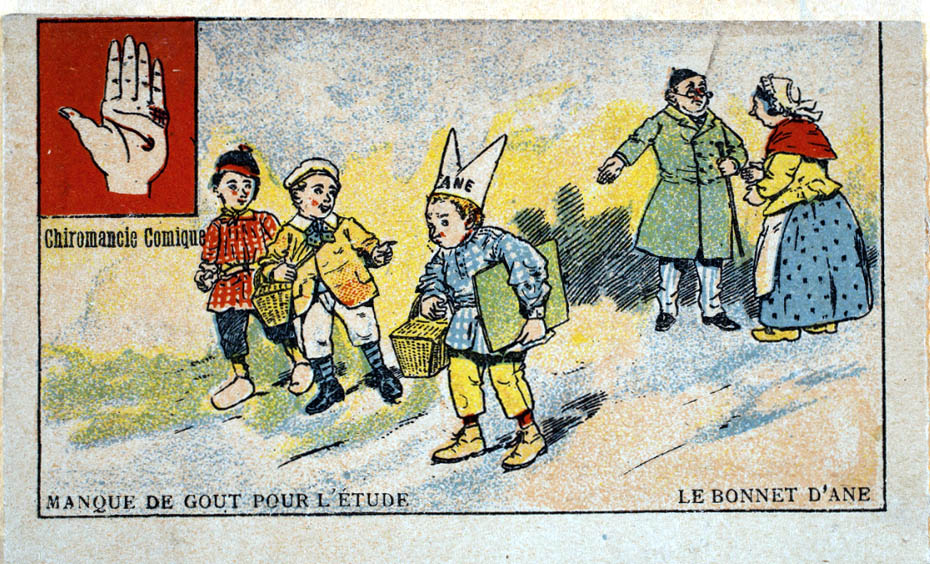
Tarjeta publicitaria Maison Grondard, chocolate expreso. Falta de gusto por el estudio. Las orejas de asno

Hechas a mano, a menudo hechas por el mismo maestro, con papel, a veces con tela o cuero, las orejas de asno es puntiaguda y de forma cónica ; en el mundo anglosajón, a veces lleva la palabra " Dunce » o sólo la inicial « D y se puede proveer de una campana, que amplifica el castigo obligando a quien la lleva a permanecer inmóvil, de lo contrario la campana sonará. En la Europa continental, suele estar adornado con dos orejas que recuerdan a las de un burro. A veces está diseñado para caer sobre los ojos y obligar a la pupila a mirar hacia abajo
El uso del gorro se imponía a los malos estudiantes, oa los indisciplinados, a los que obtienen malos resultados, o, en Francia, a los que, a pesar de la obligación de expresarse en francés, continuaban utilizando patois. Se dirige principalmente a los chicos, con las chicas, generalmente recriminadas por su charla, que están engalanados con una lengua de carne de cartón roja que cuelga de la espalda El castigo se acostumbra a aplicar de pie o arrodillados solos en un rincón del aula, en un banco en el fondo del aula, o sentados sobre un burro de madera. En caso de faltas graves, en ocasiones el niño se ve incluso obligado a llevar el sombrero todo el día, durante el recreo o las comidas e incluso de camino a casa.

## Historia

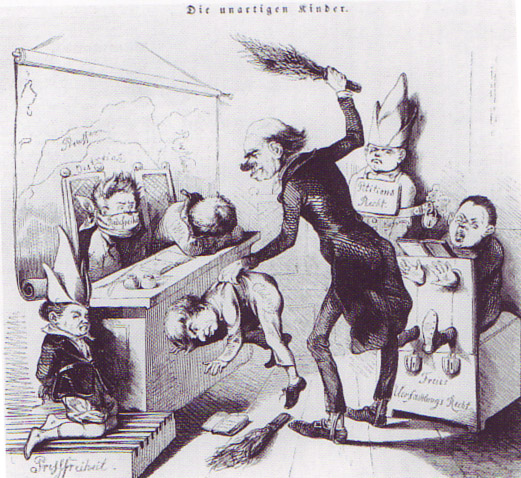
Caricatura alemana de 1849 que muestra un maestro de escuela somete a sus alumnos a diversas formas de castigo.

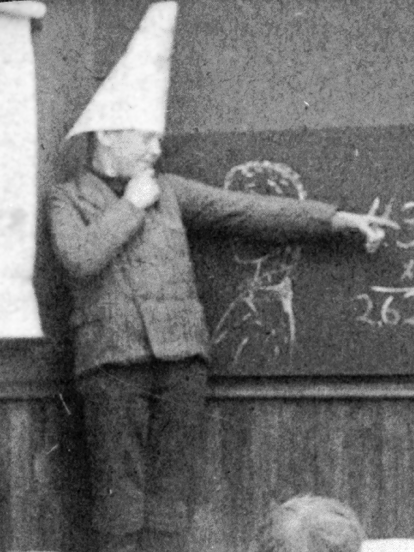
Un estudiante con unas orejas de asno, fotografía de hacia 1906.

En Francia, XVII 17 siglo, Jacques de Batencour abogó por suavizar los castigos corporales y sustituirlos por prácticas menos brutales, como el cara a la pared y las orejas de asno. :

Detrás de la puerta o en el lugar más descalificado de la escuela, donde se pondrá un pequeño estante con heno [...], debe haber, colgado encima, un gorro de cartulina vieja [de cartón] con unas grandes orejas de asno hechas del mismo material, que se adjuntarán, y que deben ponerse encima de todo. . .
Jacques de Batencour, 1694L'escole paroissiale, ou la manière de bien instruire les enfants dans les petites escoles.

Los castigos corporales quedando finalmente prohibidos por la ley Guizot de 1833, el muelle principal del castigo se convierte en moral y las marcas de infamia, como las orejas de asno, la sustituyen, antes de ser sustituidas por las malas notas. En la década de 1880, profesores como Marie-Clémence Fouriaux se opusieron firmemente a su uso En 1893, el capó humillante ya se mencionaba en el pasado « Antiguamente, los maestros de la escuela castigaban a los alumnos vagos poniéndose gorras de asno en la cabeza, que formaban parte de todo el mobiliario escolar [20]. Desde entonces, considerado un accesorio de los malos tratos y desaparecido de las escuelas desde los años 60 bajo la presión de padres indignados » las orejas de asno ha sido prohibida por la Educación Nacional y los castigos han aumentado. y ejercicios,.
Aunque oficialmente prohibidos en Suiza a partir de 1806, las gorras de chivo todavía estaban permitidas en algunas escuelas a finales del XIX XIX.
La gorra dunce aún estaba en uso en Estados Unidos a finales de los años cincuenta, aunque su ineficacia ya se había señalado en 1927,.

## En la ficción

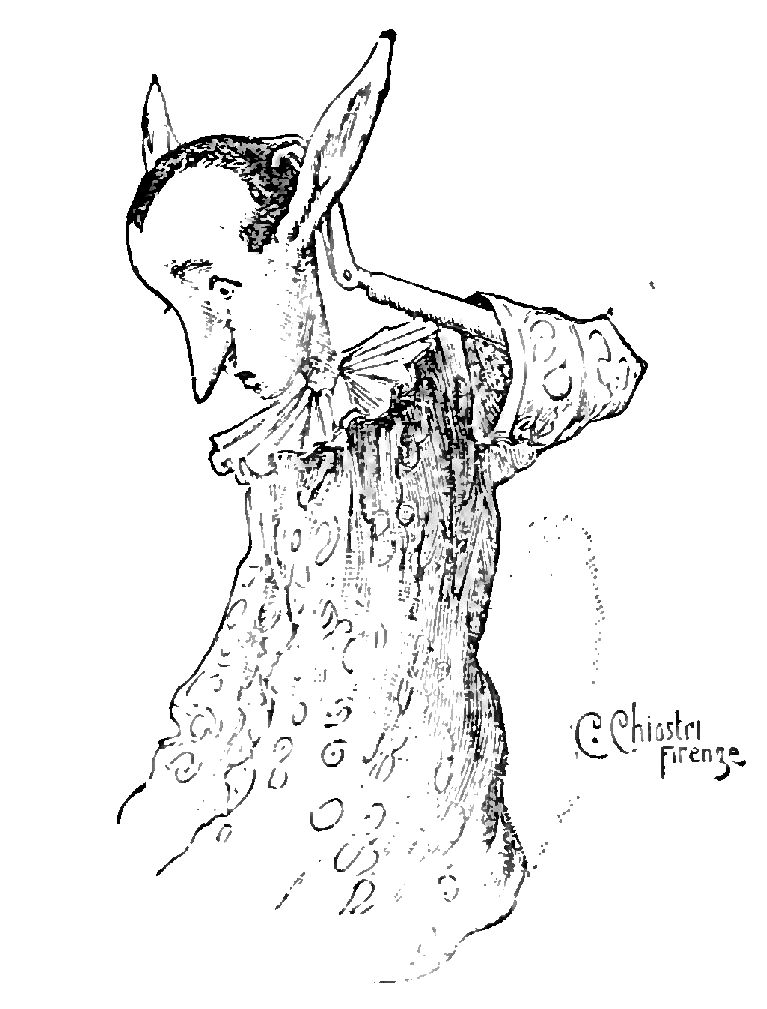
A Pinocho le crecen orejas de burro. Dibujo de Carlo Chiostri de Le Avventure di Pinocchio de Carlo Collodi.

En Las aventuras de Pinocho, una novela publicada en 1881 por Carlo Collodi, Pinocho y los niños dignos de un casquete de asno ven crecer sus orejas hasta parecer a las de un burro, que intentan esconder bajo un gorro, antes de transformarse en auténticos burros que después se venden en las minas de sal o en los circos. La escena aparece en el dibujo animado Pinocho de Disney Studios.
En la serie de cómics L'Élève Ducobu de Godi y Zidrou, el duque Ducobu se inventa constantemente nuevas estrategias para copiar a su vecino al frente de la clase y así evitar tener que llevar la gorra humillante dunce que le regalan regularmente. el profesor.
El juego GTA Online ha sancionado a los tramposos colocando permanentemente un gorro de loco al frente de su avatar.

## Gestos

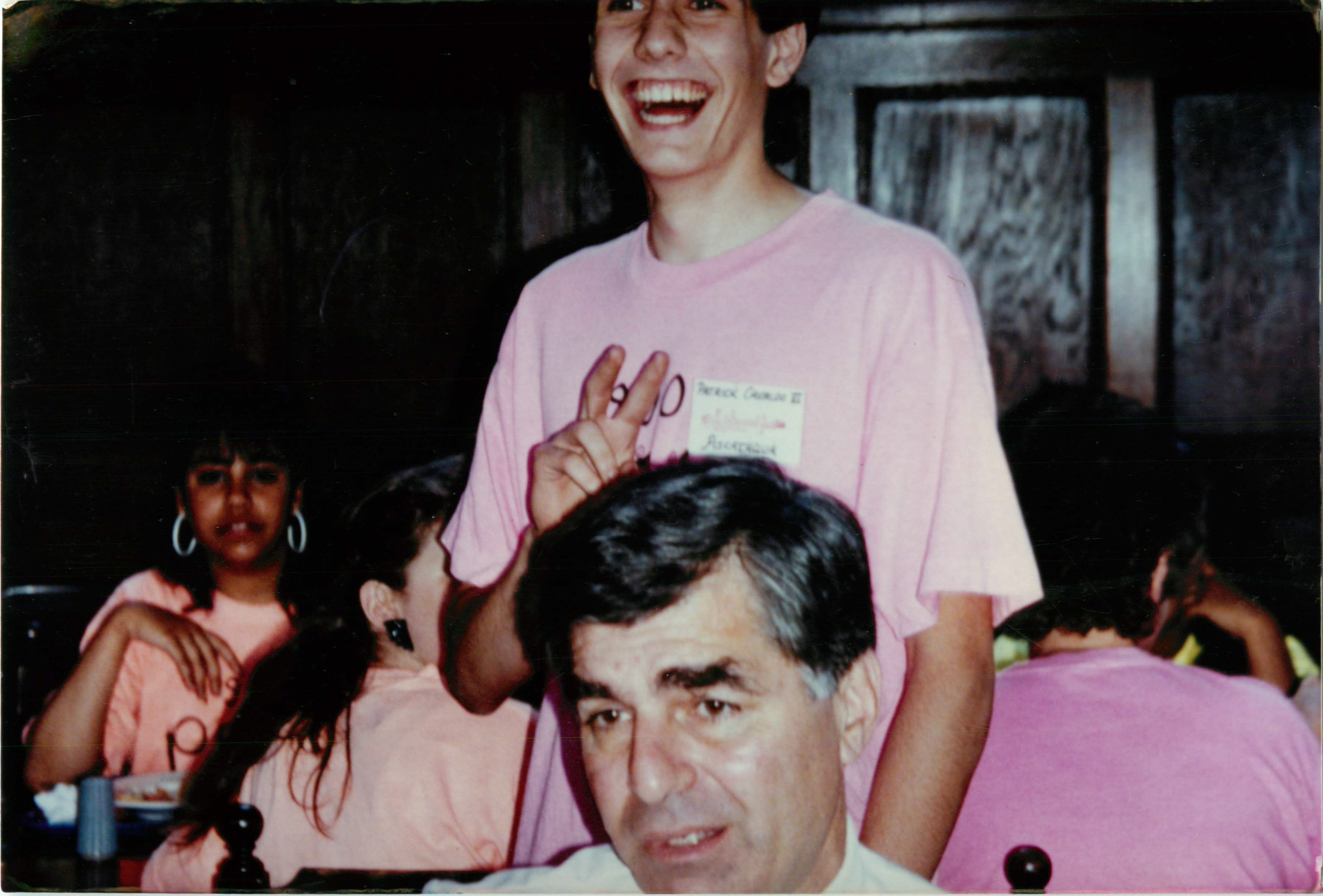
Dos dedos levantados simbolizando las orejas de asno.

Hacer orejas de burro es un gesto de burla de levantar los dedos índice y medio detrás de la cabeza de una persona para simular el gorro de un tonto.

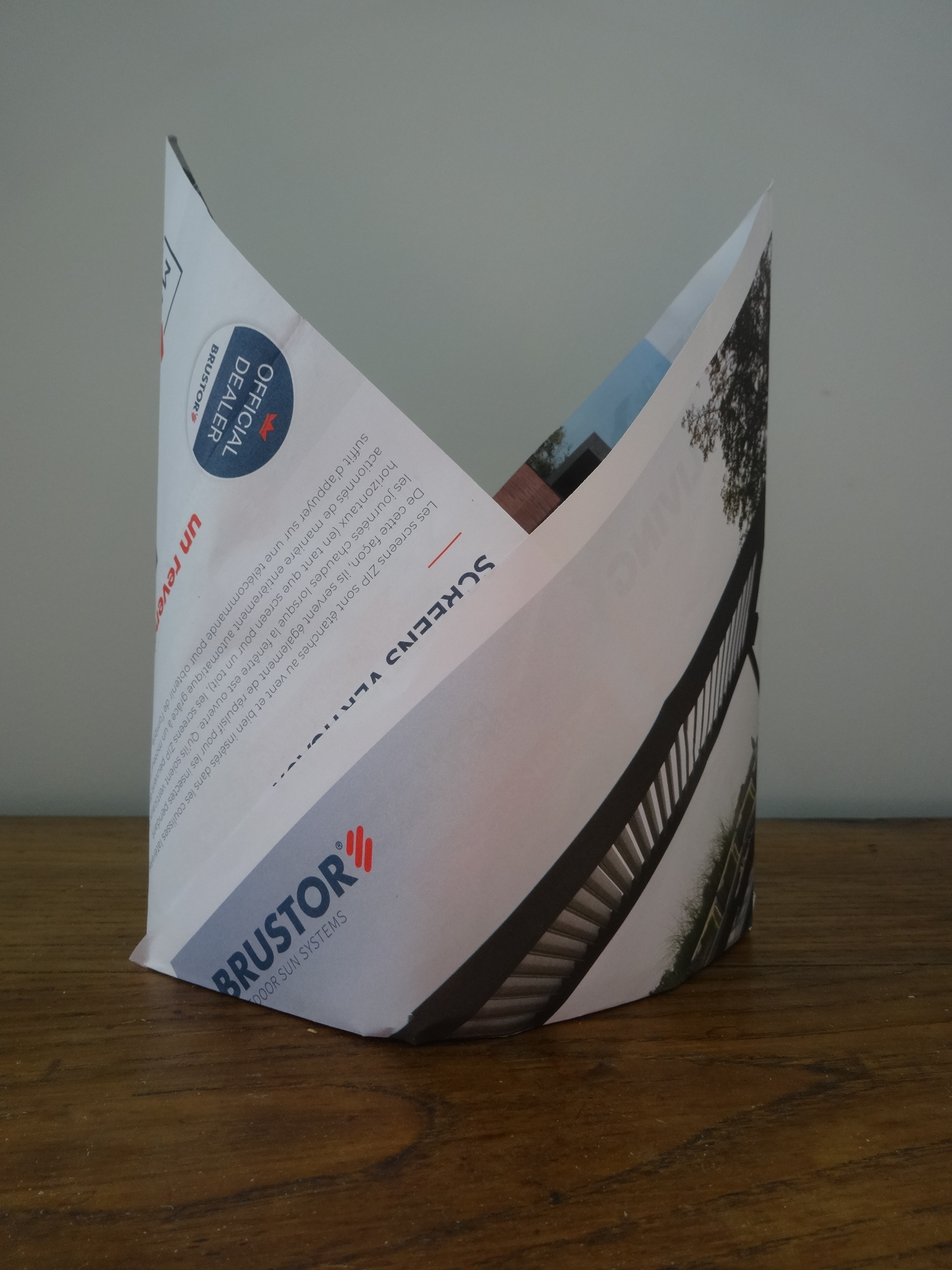
Gorro de burro Ducobu de papel.